# Hyndburn
Hyndburn is een Engels district in het shire-graafschap (non-metropolitan county OF county) Lancashire en telt 81.000 inwoners. De oppervlakte bedraagt 73 km².
Van de bevolking is 15,1% ouder dan 65 jaar. De werkloosheid bedraagt 3,2% van de beroepsbevolking (cijfers volkstelling 2001).

## Plaatsen in district Hyndburn
- Accrington
- Oswaldtwistle

## Civil parishesin district Hyndburn
- Altham